# Hiroyuki Takaya
Hiroyuki Takaya (jap. 高谷裕之 Takaya Hiroyuki; ur. 10 czerwca 1977) − japoński kickbokser i zawodnik mieszanych sztuk walki (MMA), od 2010 roku mistrz organizacji DREAM w wadze piórkowej (do 65 kg).

## Sportowa kariera
Wywodzi się z kick-boxingu. Występował w niegdyś jednej z największych japońskich organizacji w tym sporcie, All Japan Kickboxing Federation.

### Mieszane sztuki walki
Starty w zawodowym MMA rozpoczął w 2003 roku. Początkowo był związany z organizacją Shooto, w której jedyną porażkę poniósł z rąk Gilberta Melendeza. W 2005 roku przeszedł do nowo powstałej organizacji Hero’s, w której występował w wadze do 70 kg. Walczył tam ze zmiennym powodzeniem, odnosząc 3 zwycięstwa i 3 porażki.
Po wygaśnięciu kontraktu z HERO’S powrócił do kategorii 66 kg i w 2008 roku stoczył dwie przegrane walki w amerykańskiej organizacji WEC.
W 2009 roku związał się z japońską organizacją DREAM. W tym samym roku wystartował w 16-osobowym turnieju, mającym wyłonić mistrza DREAM w wadze piórkowej. Takaya pokonał trzech swoich pierwszych przeciwników przed czasem i awansował do finału. Został on rozegrany 6 września w Yokohama Arena, a przeciwnikiem Japończyka był mistrz brazylijskiego jiu-jitsu, Bibiano Fernandes. Po wyrównanej walce zwycięzcą ogłoszono niejednogłośnie Brazylijczyka. Trzy miesiące później Takaya poniósł kolejną porażkę, gdy podczas sylwestrowej gali Dynamite!! 2009 został znokautowany przez Michihiro Omigawę.
2010 rok był przełomowy w karierze Takayi. Najpierw znokautował faworyzowanego Norwega Joachima Hansena, byłego mistrza DREAM w wadze lekkiej, a potem wygrał również przez szybki nokaut z Amerykaninem Chase’em Beebe, byłym mistrzem WEC w wadze koguciej. Dzięki temu Takaya otrzymał szansę do rewanżu na Fernandesie i walki o należące do niego mistrzostwo DREAM w wadze piórkowej. Odbyła się ona 31 grudnia na gali Dynamite!! 2010 w Saitama Super Arena. Podobnie jak ich pierwsze starcie, pojedynek był wyrównany, jednak jego końcówka należała do Japończyka. Po 20 minutach walki został on jednogłośnie ogłoszony przez sędziów zwycięzcą i tym samym odebrał Brazylijczykowi tytuł.
W kwietniu 2011 roku, w wyniku współpracy między DREAM a Strikeforce, Takaya wystąpił na gali tej amerykańskiej organizacji w San Diego. Zmierzył się podczas niej z niżej notowanym Roberto Peraltą. Japończyk niespodziewanie przegrał przez niejednogłośną decyzję. W drugiej połowie roku Takaya dwukrotnie obronił w Tokio mistrzostwo DREAM. Najpierw 16 lipca pokonał niejednogłośnie Kazuyukiego Miyatę, a następnie 31 grudnia wypunktował jednogłośnie Takeshiego Inoue.